# Erylus decumbens
Erylus decumbens är en svampdjursart som beskrevs av Lindgren 1897. Erylus decumbens ingår i släktet Erylus och familjen Geodiidae.
Artens utbredningsområde är havet kring Indonesien. Inga underarter finns listade i Catalogue of Life.